# Kościół Świętych Apostołów Piotra i Pawła w Brzeżanach
Kościół pw. Świętych Apostołów Piotra i Pawła w Brzeżanach (dawniej kościół Narodzenia Najświętszej Maryi Panny czyli kościół farny) – zabytkowa świątynia rzymskokatolicka, kościół parafialny w mieście Brzeżany, siedzibie rejonu brzeżańskiego w obwodzie tarnopolskim na Ukrainie. Fundowana przez właścicieli miasta Sieniawskich (według innych danych przez Adama Hieronima Sieniawskiego).

## Historia
Świątynia została zbudowana w latach 1600–1620. Fundatorami świątyni byli właściciele miasta Sieniawscy. Według innych danych fundowana przez Adama Hieronima Sieniawskiego, podczaszego koronnego, który jednak został pochowany w innej świątyni brzeżańskiej – w zamkowej kaplicy-kościele. 31 sierpnia 1625 Jan Andrzej Próchnicki, arcybiskup lwowski, konsekrował świątynię pod tytułem odrodzenia Matki Boskiej i Ukrzyżowanego Pana Jezusa. W latach 1679–1685 kościół został odnowiony oraz przebudowany w stylu późnogotyckim.
17 września 1775 za zgodą arcybiskupa metropolity lwowskiego Wacława Hieronima Sierakowskiego biskup nisseński, proboszcz brzeżański Kryspin Cieszkowski konsekrował odnowioną przez siebie świątynię oraz ołtarz wielki pw. Narodzenia Najśw. Dziewicy Maryi. 13 października 1776 Kryspin Cieszkowski poświęcił ołtarze w kaplicach: 1) Najśw. Maryi Dziewicy Różańcowej i św. Jana Kantego, 2) św. Franciszka Ksawerego i św. Michała Archanioła, 3) św. Maryi Magdaleny i św. Kajetana, 4) św. Anny i Maryi Dziewicy Boleściwej, jako Patronki domu ubogich, 5) św. Józefa, Oblubieńca Błog. Maryi Dziewicy i Świętych Męczenników Kryspina i Kryspiniana, 6) św. Jana Nepomucena i św. Antoniego Padewskiego. Po zniszczeniach, których w 1811 kościół doznał wskutek ognia, został odnowiony dzięki wsparciu Izabeli Lubomirskiej. Ponownie świątynia doznała zniszczeń podczas I wojny światowej.
Dawniej (przynajmniej na początku XX wieku) na ambonie kościelnej znajdowały się rzeźby figuralne, których autorem był nieokreślony do dziś przedstawiciel lwowskiej szkoły rzeźby rokokowej.

## Pochowane osoby
- Krzysztof Strzemeski został pochowany w grobie przy ołtarzu wielkim[9]
- Jakub Ksawery Aleksander Potocki[10]

## Proboszczowie
- Stefan Stupnicki (ur. 1781, zm. 2 listopada 1836)[11]
- Jan Tepper (ur. 1806, zm. 3 października 1866)[12]